# Cheryl Prewitt
Cheryl Prewitt Salem (Ackerman, 15 febbraio 1957) è una modella statunitense, eletta Miss America 1980.
Cresciuta nella comunità di Chester nel Mississippi Cheryl Prewitt ha sposato Harry Salem, (cognato di Richard Roberts, un famoso teleevangelista televisivo), dal quale ha avuto due figli maschi ed una femmina, deceduta.
All'età di undici anni, un terribile incidente automobilistico lasciò Cheryl Prewitt terribilmente sfregiata, cosa che però non le ha impedito di vincere i concorsi di Miss MSU, Miss Starkville, Miss Mississippi e Miss America.